# Joan Martínez Benazet
Joan Martínez Benazet (1954) és un metge i polític andorrà, que ostenta el càrrec de ministre de salut del Govern d'Andorra d'ençà del mes de maig de 2019. Llicenciat en medicina i cirurgia, es va especialitzar en pneumologia. Afiliat políticament als Demòcrates per Andorra, va ser conseller general el 1989 i número 1 a la llista parroquial del partit a Ordino en les eleccions del 2019. Presidí el Col·legi Oficial de Metges d'Andorra del 1996 al 1998 i fou director assistencial del SAAS a partir del 2016 fins al seu nomenament ministerial el 2019.